# Où es-tu, l'amour ?
 (septembre 2023).
Si vous disposez d'ouvrages ou d'articles de référence ou si vous connaissez des sites web de qualité traitant du thème abordé ici, merci de compléter l'article en donnant les références utiles à sa vérifiabilité et en les liant à la section « Notes et références ».
Pour plus de détails, voir Fiche technique et Distribution.
Où es-tu, l'amour ? (en russe : Где ты, любовь?, Gde ty, lubov?) est un film soviétique moldave, drame musical sorti en 1980, écrit et dirigé par Valeriu Gagiu, avec Sofia Rotaru comme interprète du rôle principal.
Valeriu Gagiu et Yevguéni Menchov jouent également dans le film. Celui-ci est en partie composé de chansons interprétées par Sofia Rotaru ainsi que par des dialogues substantiels. Les lieux de tournage donnent à voir la vie moldave à la campagne, des scènes de villages, mais également la vie dans les villes, à Chişinău, Odessa, et la mer Noire.
Bien que fortement critiqué par des experts en matière de cinéma, comme d'ailleurs par Sofia Rotaru elle-même, le film recueille plus de 25 millions d'entrées dans l'ex-Union soviétique.
En 2002, ARENA Corporation sort la version vidéo officielle du film dirigé par Valeriu Gagiu dans les studios Moldova-Film en 1980.

## Fiche technique
- Titre original : Где ты, любовь?
- Titre français : Où es-tu, l'amour ?
- Réalisation : Valeriu Gagiu (en)
- Scénario : Valeriu Gagiu (en), Aleksandr Volkovskiy
- Musique : Aleksei Mazhukov
- Production : Efim Lekht, Andrey Romanov
- Société(s) de distribution : Moldova-Film (en)
- Pays de production :  Union soviétique
- Langue originale : russe
- Durée : 79 minutes
- Dates de sortie :
  - Union soviétique : 1980

## Distribution
- Sofia Rotaru : Marcela Bazatin
- Grigore Grigoriu : Viktor
- Evgueny Menishov (en) : Andrei
- Ekaterine Kazimirova
- Konstantin Konstantinov
- Viktor Ignat
- Viktor Chutak